# Gran Premio Costa degli Etruschi 2012
Il Gran Premio Costa degli Etruschi 2012, diciassettesima edizione della corsa e valida come evento dell'UCI Europe Tour 2011 categoria 1.1, si è disputato il 4 febbraio 2012, su un percorso di 168,5 km, accorciato a causa delle avverse condizioni climatiche.  L'italiano Elia Viviani si è aggiudicato la corsa, al traguardo con il tempo di 4h25'00" alla media di 38,151 km/h.
Presero il via nella città di San Vincenzo 154 atleti e al traguardo di Donoratico 122 ciclisti portarono a termine il percorso.

## Squadre partecipanti
| N.    | Cod. | Squadra                   |
| ----- | ---- | ------------------------- |
| 1-10  | LIQ  | Liquigas-Cannondale       |
| 11-20 | LAM  | Lampre-ISD                |
| 21-30 | ALM  | AG2R La Mondiale          |
| 31-40 | FAR  | Farnese Vini-Selle Italia |
| 41-50 | COG  | Colnago-CSF Inox          |
| 51-60 | LAN  | Landbouwkrediet-Euphony   |
| 61-70 | ASA  | Acqua & Sapone            |
| 71-80 | COL  | Colombia-Coldeportes      |
| 81-90 | AND  | Androni Giocattoli        |

| N.      | Cod. | Squadra                       |
| ------- | ---- | ----------------------------- |
| 91-100  | UNA  | Utensilnord-Named             |
| 101-110 | TT1  | Team Type 1-Sanofi            |
| 111-120 | ARH  | Atlas Personal-Jakroo         |
| 121-130 | PPO  | Team Nippo                    |
| 131-140 | LET  | Leopard-Trek Continental Team |
| 141-150 | IDE  | Team Idea                     |
| 161-170 | MKT  | Meridiana-Kamen Team          |
| 171-180 | HUN  | Ungheria                      |

## Ordine d'arrivo (Top 10)
| Pos. | Corridore           | Squadra     | Tempo    |
| ---- | ------------------- | ----------- | -------- |
| 1    | Elia Viviani        | Liquigas    | 4h25'00" |
| 2    | Sacha Modolo        | Colnago     | s.t.     |
| 3    | Filippo Baggio      | Utensilnord | s.t.     |
| 4    | Giorgio Brambilla   | Leopard     | s.t.     |
| 5    | Maximiliano Richeze | Team Nippo  | s.t.     |
| 6    | Marco Frapporti     | Team Idea   | s.t.     |
| 7    | Manuel Belletti     | AG2R La M.  | s.t.     |
| 8    | Krisztián Lovassy   | Ungheria    | s.t.     |
| 9    | Danilo Napolitano   | Acqua & S.  | s.t.     |
| 10   | Enrico Rossi        | Meridiana   | s.t.     |